# Cavall frisó (defensa)

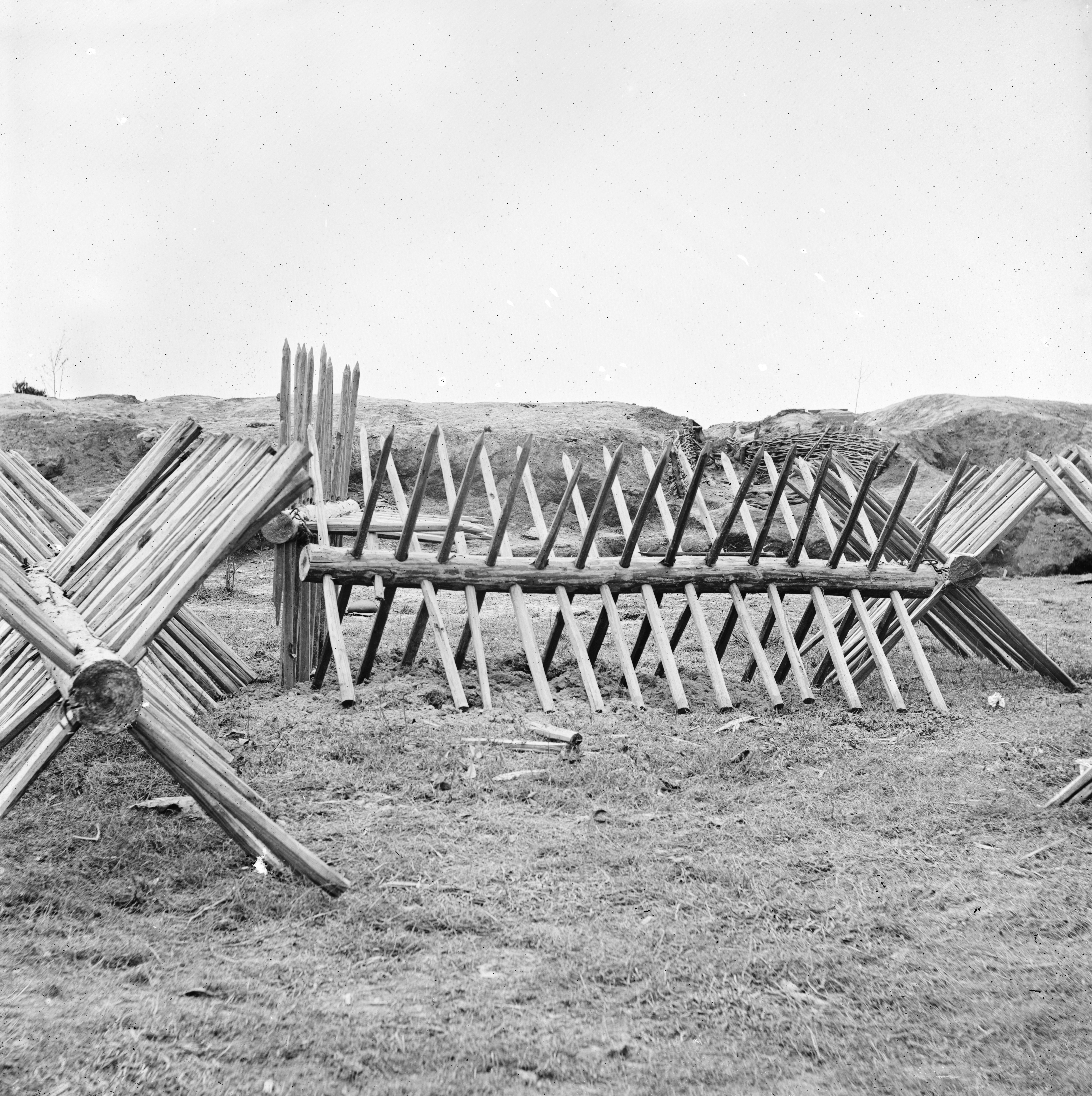
Cavall frisó Confederat a Fort Mahone durant el Setge de Petersburg

El cavall frisó (en Francès "Cheval de Frise") és un tipus d'obstacle defensiu medieval format per un marc portàtil, alguns cops simplement un tronc, cobert de nombroses estaques de ferro o fusta i llances. Inicialment foren pensats per frenar l'acció de la cavalleria, però també podien ser moguts ràpidament per bloquejar una bretxa en altres construccions defensius. És una mala traducció de l'expressió neerlandesa Friese ruiter (cavaller frisó) un dispositiu que seria originari de Frísia, que en unes llengües també és diu «cavaller espanyol».
Durant la Primera Guerra Mundial, els diferents exèrcits feren servis cavalls frisons per tancar temporalment les bretxes amb filferro espinós. Modernament, s'utilitza la paraula per a obstacles portàtils semblants, utilitzat en qualsevol situació de revolta, guerra o guerra civil com a defensa contra persones o per prevenir l'accés a edificis.

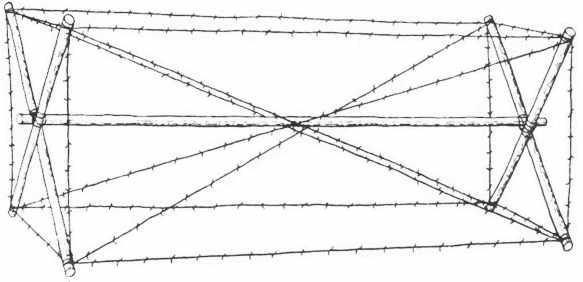
Cavall frisó modern de filferro espinós

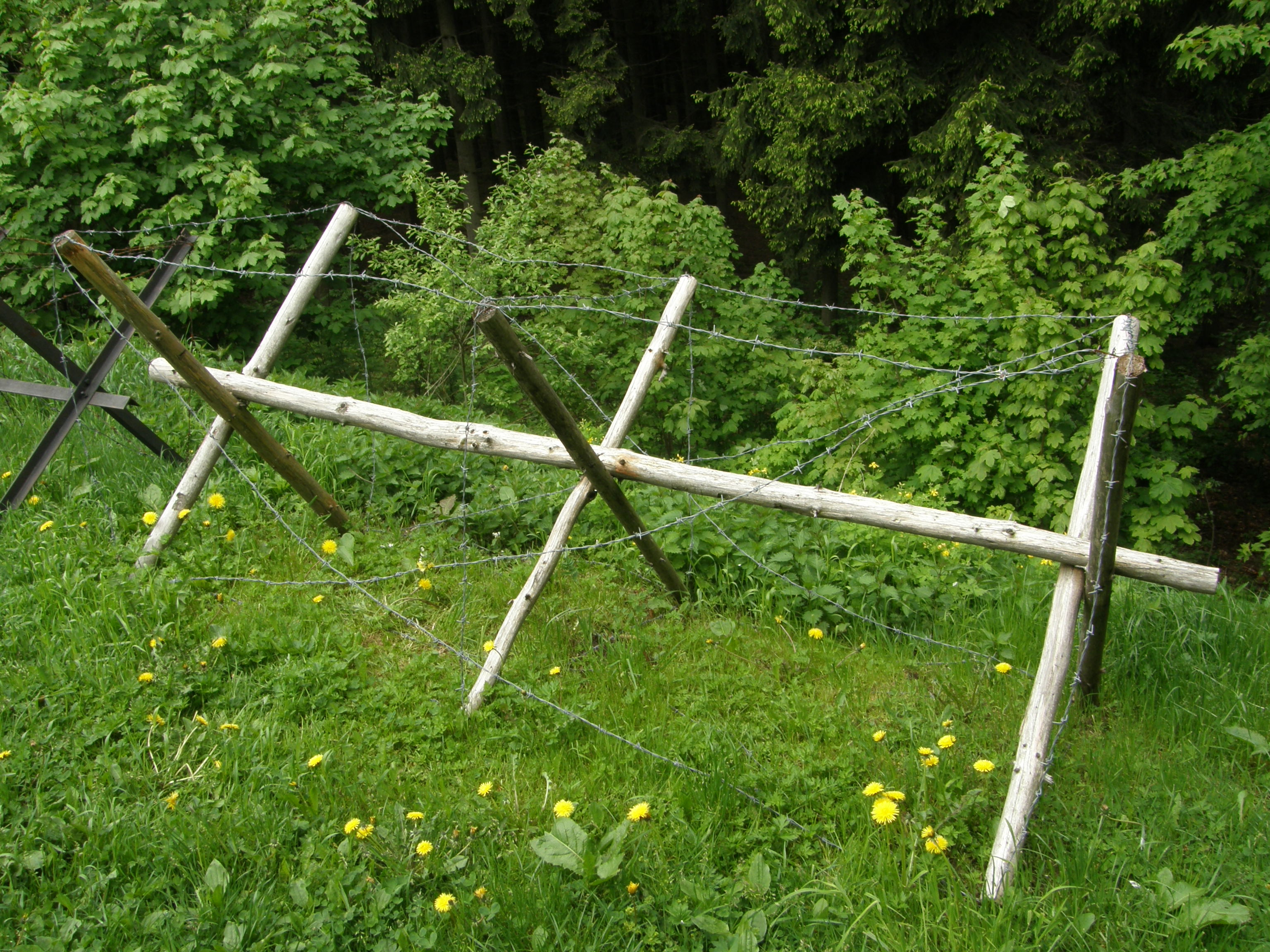
Cavall frisó artesanal amb filferro